# P.S. I Love You (비틀즈의 노래)
〈P.S. I Love You〉는 주로 폴 매카트니가 작곡했으며, 레논-매카트니로 표기된 비틀즈의 노래다. 매카트니가 리드 보컬을 맡았다. 1962년 10월 5일 데뷔 싱글 〈Love Me Do〉의 B면에 담겨져 발매했고, 1963년 정규 음반 《Please Please Me》에도 수록되어 발매했다. 후에 1977년 비틀즈 컴필레이션 음반 《Love Songs》에도 수록되었다. 노래의 20주년을 기념하여 팔로폰은 그림 디스크로 재발매했다. 그리고 얼마 뒤에 12인치 디스크로도 발매했다.

## 영감
1962년 봄에 폴 매카트니가 함부르크에 체류할 당시 작곡했다. 노래는 그때 매카트니의 여자친구였던 도트 론을 위해 쓰였다고 알려져 있다. 그러나 매카트니는 이를 부인하며 곡에 대해 이렇게 해명했다. "그건 그저 노래 아이디어일 뿐이였어요. 편지를 기반으로 한 테마 송이요. 〈Paperback Writer〉 처럼요. 거의 제 것이였죠. 존이 손댄 건 거의 없었어요. 곡으로 쓰기 쉬운 특정 테마가 있고, 그 중 하나가 편지였어요... 편지는 유명한 테마고, 전 그냥 그 중 하나를 골랐을 뿐이죠. 실제를 기반으로 한 건 아니예요, 몇몇 사람들 말처럼 함부르크에 있을 때 사귄 여자친구를 위해 쓴 것도 아니고요." 존 레논은 이렇게 말한다. "그건 폴의 노래입니다. 걘 셔를스의 〈Soldier Boy〉 같은 곡을 쓰려고 애썼어요. 독일에 있을 때 썼거나, 아니면 함부르크에 오면서 썼을 겁니다. 제가 좀 기여한 것 같기도 한데, 자세히 기억은 나지 않네요. 대체로 그의 노래죠."
선율적으로 보았을 때, 이는 동시대의 노래와는 달리 두 가지 주목할 만한 예외를 가진 매카트니의 작곡 스타일의 전형으로 볼 수 있다. 오프닝 코러스에서 D♭7 코드는 G와 D 사이에 (쓰기에) 부적절하게 배치되어 있고, 타이틀 악절에서는 갑자기 〈P.S. I Love You〉의 아래에서 나오듯 B♭로 이동하는데, 이안 맥도날드는 이것을 "어둠의 회피"라고 표현했다. 레논은 각 연의 시작을 강조하는 단음 화음에 참여했다. 비틀즈는 여성 관객을 염두에 두고 가사를 제작했기 때문에 이 노래를 캐번 클럽 세트 리스트에 포함시켰다. 비틀즈는 버디 홀리와 크리켓츠, 그리고 조나단 콧이 쓴 노래 〈Peggy Sue〉의 가사 "I love you, Peggy Sue"에서 'P.S.'란 요소를 착안했다.

## 녹음
싱글과 음반에 들어간 버전은 1962년 9월 11일 EMI의 런던 애비 로드 스튜디오에서 열린 10테이크 녹음에서 만들어진 결과물이다. 프로듀서는 조지 마틴이 맡았고, 피트 베스트를 교체하여 프리랜서로 일하던 세션 드러머 앤디 화이트를 기용했으며 앤디는 가벼운 차차차를 녹음에 집어 넣었다.
마틴이 세션에 참여하지 못해 대신 론 리처즈가 그의 결근을 매꿨다. 리처드는 그룹에게 이미 동명의 곡이 나와있었기 때문에 A면에는 수록되지 못할 거라 말했다. 그는 이렇게 회고했다. "전 언제나 음악을 팔던 사람이었습니다. 광고쟁이라고 하죠. 그래서 전 누가 벌써 그 제목을 사용했단 걸 알았어요. 전 폴에게 'B면은 되지만, A면은 안돼'라고 했습니다." 비틀즈는 드럼을 맡은 링고 스타와 함께 BBC 라디오 프로그램 《Talent Spot》과 《Pop Go the Beatles》에 송출하기 위해 BBC에서 각각 1962년 11월 27일, 1963년 6월 17일에 녹음했다.
9월 11일 녹음된 〈P.S. I Love You〉는 오리지널 마스터 테이프가 존재하지 않는 것으로 알려져 있다. 당시 애비 로드 스튜디오에서는 레코드를 찍는데 사용된 (일반적으로 모노) 마스터 테이프에 "믹스 다운"한 후 원래의 두 트랙 세션 테이프를 지우는 것이 표준 절차였다. 이것이 비틀즈의 노래 〈Love Me Do〉, 〈P.S. I Love You〉, 〈She Loves You〉, 〈I'll Get You〉의 운명이었다.

## 참여 인원
- 폴 매카트니 – 보컬, 베이스
- 존 레논 – 어쿠스틱 리듬 기타, 백 보컬
- 조지 해리슨 – 어쿠스틱 기타, 트레몰로 리드 기타, 백 보컬
- 링고 스타 – 마라카스
- 앤디 화이트 – 드럼
- 조지 마틴 – 피아노
- 노먼 스미스 – 카우벨

노먼 스미스가 엔지니어로 참여
이언 맥도널드 제공

## 차트
| 연도 | 주간 차트          | 최고 순위 |
| ---- | ------------------ | --------- |
| 1962 | 영국 싱글 차트     | 17        |
| 1964 | 미국 빌보드 핫 100 | 10        |
| 1982 | 영국 싱글 차트     | 4         |

| 연말 순위 (1964)               | 순위 |
| ------------------------------ | ---- |
| 미국 (조엘 위트번의 팝 애뉴얼) | 107  |

## 커버판
〈P.S. I Love You〉는 다음의 이들에게 커버되었다.
- 소니 커티스가 1964년에.
- 앨빈과 슈퍼밴드가 1964년 음반 《The Chipmunks Sing the Beatles Hits》에 수록.
- 헐리릿지 스트링스가 1964년 오케스트라 연주로.
- 피터 리파가 2003년 음반 《Beatles in Blue(s)》에 비틀즈 커버 16곡과 함께 수록.
- 필리핀 가수 졸리나 마그댕갈이 2000년 음반 《On Memory Lane》에 수록.

## 참고 문헌
- Harry, Bill (2000). 《The Beatles Encyclopedia: Revised and Updated》. London: Virgin Publishing. ISBN 0-7535-0481-2.
- Lewisohn, Mark (1988). 《The Beatles Recording Sessions》. New York: Harmony Books. ISBN 0-517-57066-1.
- MacDonald, Ian (2007) [1994]. 《Revolution in the Head: The Beatles' Records and the Sixties》. Chicago: Chicago Review Press. ISBN 978-1-55652-733-3.
- Miles, Barry (1997). 《Paul McCartney: Many Years From Now》. New York: Henry Holt and Company. ISBN 0-8050-5249-6.
- Sheff, David (2000). 《All We Are Saying》. New York: St. Martin's Griffin. ISBN 0-312-25464-4.
- 《The Rolling Stone Illustrated History of Rock and Roll》. Rolling Stone Press/Random House. 1976. ISBN 0-394-73238-3.